# Aisling Loftus

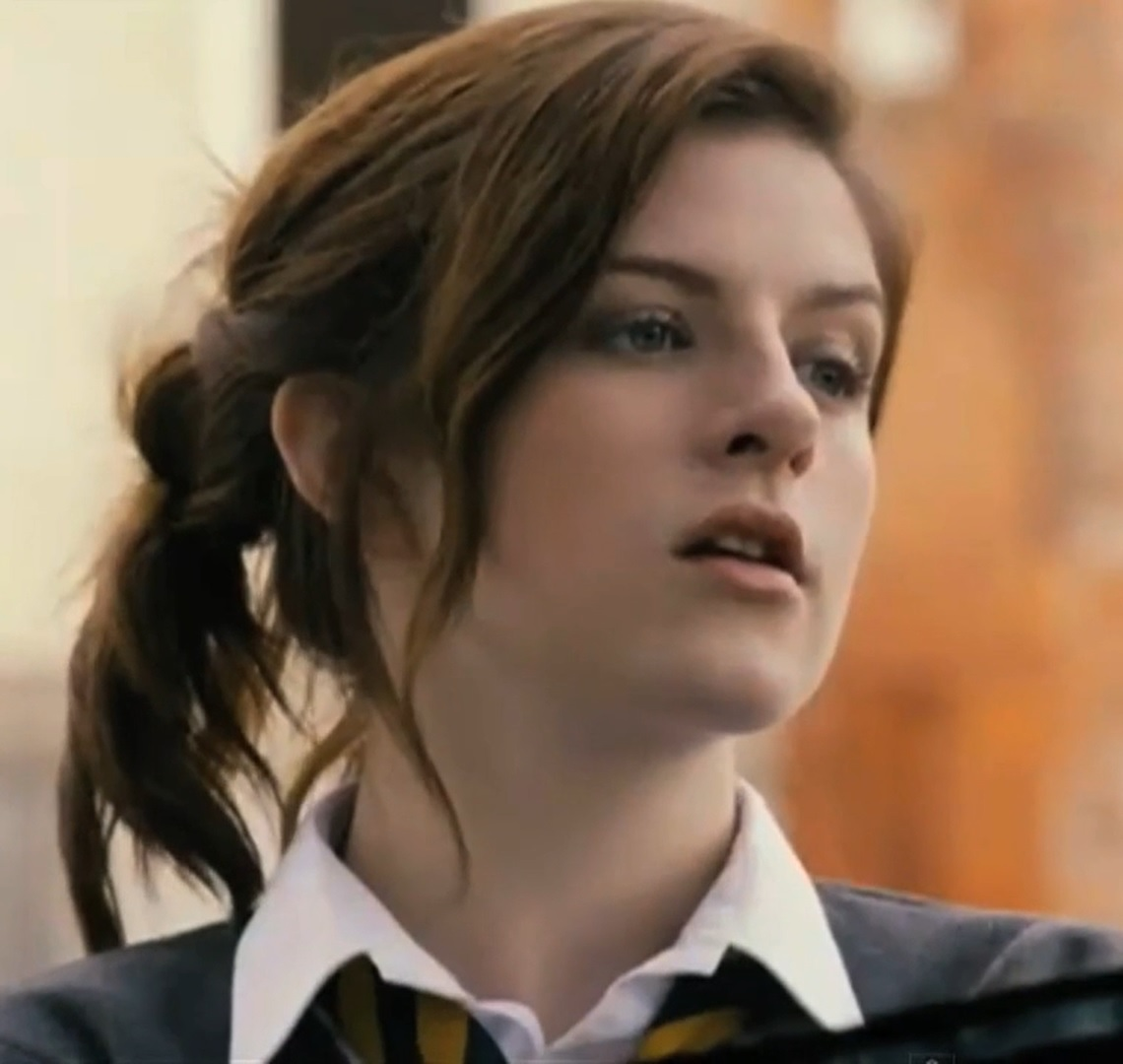
Aisling Loftus, 2012

Aisling Loftus (* 1. September 1990 in Nottingham, Nottinghamshire) ist eine britische Schauspielerin.

## Leben
Aisling Loftus, Tochter irischer Eltern, hatte seit dem zehnten Lebensjahr erste Auftritte in Fernsehproduktionen. Im 2009 bei den Internationalen Filmfestspielen Berlin mit dem Silbernen Bären ausgezeichneten Kurzfilm Jade spielte sie die Titelrolle. Im Folgejahr hatte sie an der Seite von Emily Watson und Hugo Weaving eine Hauptrolle in Oranges and Sunshine, ebenso wie ein Jahr später in Tom Harpers Die fantastische Welt der Borger mit der Rolle der Arrietty Clock. Von 2013 bis 2015 war sie als Agnes Towler in der britischen Fernsehserie Mr Selfridge zu sehen.

## Filmografie (Auswahl)
- 2000: Peak Practice (Fernsehserie, Folge 10x13)
- 2001: A Fish Out of Water (Fernsehfilm)
- 2005; 2008: Doctors (Fernsehserie, 2 Folgen)
- 2006, 2008: Casualty (Fernsehserie, 2 Folgen)
- 2008: The Bill (Fernsehserie, 2 Folgen)
- 2009: Jade (Kurzfilm)
- 2010: Oranges and Sunshine
- 2010: Dive (Fernsehfilm)
- 2011: Die fantastische Welt der Borger (The Borrowers, Fernsehfilm)
- 2011: Die Verschwörung – Verrat auf höchster Ebene (Page Eight, Fernsehfilm)
- 2011: Am Ende eines viel zu kurzen Tages (Death of a Superhero)
- 2012: Good Cop (Fernsehserie, 4 Folgen)
- 2012: Public Enemies (Miniserie, 2 Folgen)
- 2013–2015: Mr Selfridge (Fernsehserie, 24 Folgen)
- 2016: Krieg und Frieden (War & Peace, Miniserie, 6 Folgen)
- 2016: Stolz und Vorurteil und Zombies (Pride and Prejudice and Zombies)
- 2017: Inspector Barnaby 19x4: Streicheln und töten (Red in Tooth and Claw)
- 2017: Broken (Fernsehserie, 3 Folgen)
- 2017: Gun Shy
- 2018–2022: A Discovery of Witches (Fernsehserie, 14 Folgen)
- 2019: National Theatre Live – Small Island
- 2021: Homebound
- 2022: The Midwich Cuckoos (Fernsehserie, 7 Folgen)
- 2024: Sherwood (Fernsehserie, 6 Folgen)